# Baworowscy herbu Prus II

Herb Prus II, odmiana hrabiowska Baworowskich

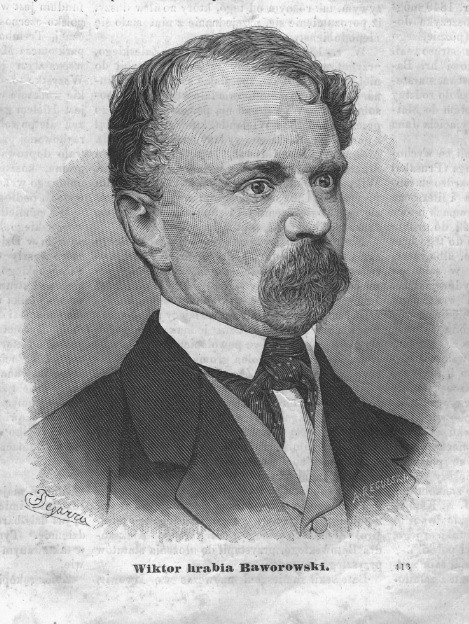
Hr. Wiktor Baworowski

Baworowscy – polski ród szlachecki pieczętujący się herbem Prus II.

## Przedstawiciele rodu
- Adam Baworowski (1782–1852) – hrabia, właściciel Kopyczyniec, syn Mateusza.
- Aleksander Baworowski – rotmistrz królewski, syn rotmistrza Wacława.
- Emil Baworowski (1864 -1908) - ziemianin, członek Izby Panów w austriackiej Radzie Państwa.
- Florian Baworowski – w 1549 otrzymał lennym prawem Horodnicę, Szołkowce i Serocko w powiecie trembowelskim.
- Mikołaj Baworowski - sędzia kapturowy ziemi halickiej 1668.
- Jerzy Erazm Tomasz Baworowski (1870–1933) – polski polityk, poseł, ziemianin, szambelan austriacki, kawaler maltański, honorowy obywatel Trembowli.
- Józef Baworowski (ok. 1780–1841) – wojskowy, właściciel dóbr ziemskich.
- Józef Marian Baworowski (1822-1885) - ziemianin, członek Izby Panów w austriackiej Radzie
- Marcin z Baworowa – dworzanin cesarza Zygmunta Luksemburskiego, poseł.
- Maria z Baworowskich – żona hr. Agenor Romuald Gołuchowskiego, córka Adama i hr. Emilii Lewickiej.
- Mateusz Baworowski – hrabia, właściciel Kopyczyniec, członek Stanów Galicyjskich.
- Mikołaj Baworowski – rotmistrz królewski, właściciel Baworowa, Ostrowa, Horodnicy i Słukowic.
- Rudolf Baworowski (1861-1931) - ziemianin, członek Izby Panów w austriackiej Radzie Państwa.
- Szymon Baworowski – podczaszy halicki, otrzymał dzierżawę zagrobelską, petrykowską i łośniowską
- Tomasz Baworowski – rotmistrz królewski, rotmistrz chorągwi kozackiej.
- Wacław Baworowski – rotmistrz królewski.
- Wiktor Baworowski (1826–1894) – hrabia, polski bibliofil, mecenas nauk, poeta i tłumacz romantycznych dzieł Byrone’a i Hugo, założyciel Biblioteki Baworowskich we Lwowie.
- Wiktor Ignacy Baworowski – hrabia, kawaler orderu świętego Stanisława, członek Stanów Galicyjskich[1], właściciel Smolanki
- Włodzimierz Baworowski (1823–1901[2]) – poseł do Sejmu Krajowego Galicji I (za Leona Pawła Sapiehę, który zrzekł się mandatu), II i III kadencji (1861–1876), hrabia, właściciel dóbr Strusów koło Trembowli.

## Literatura dodatkowa
- Kasper Niesiecki: Baworowski herbu Prus 2do. [W:] Korona polska przy złotej wolności starożytnymi wszystkich katedr, prowincji i rycerstwa klejnotami.... T. I. Lwów, 1728, s. 52–53.